# Breedlijnige kegelbladroller
De breedlijnige kegelbladroller (Cydia conicolana) is een vlinder uit de familie bladrollers (Tortricidae). De wetenschappelijke naam is voor het eerst geldig gepubliceerd in 1874 door Heylaerts.
De soort heeft de fijnspar als waardplant.
De vlinder komt voor in Europa. In België en Nederland is de soort zeldzaam. De breedlijnige kegelbladroller vliegt in mei.